# Fran Jeffries
Fran Jeffries; właściwie Frances Ann Makris (ur. 18 maja 1937 w San Jose; zm. 15 grudnia 2016 w Los Angeles) – amerykańska piosenkarka, modelka, tancerka i aktorka filmowa pochodzenia greckiego.
Była m.in. wykonawczynią piosenki pt. Meglio Stasera, którą śpiewała w popularnej komedii Blake’a Edwardsa Różowa Pantera (1963), w scenie gdy prowokacyjnie tańczyła wokół kominka. Zagrała także w kilku innych filmach; m.in. u boku Elvisa Presleya w komedii muzycznej Harum Scarum (1965).
W 1971 pojawiła się po raz pierwszy w Playboyu; po raz drugi jej zdjęcia ukazały się w czasopiśmie w 1982, gdy miała 45 lat.
Urodziła się jako córka greckich imigrantów. Była czterokrotnie zamężna; m.in. z reżyserem Richardem Quinem. Wszystkie związki zakończyły się rozwodami. Z małżeństwa z aktorem Dickiem Haymesem miała jedyną córkę Stephanie (ur. 1959).
Zmarła w wieku 79 lat w swoim domu w Los Angeles w następstwie choroby nowotworowej.

## Filmografia
- Korsarz (1958) jako Cariba
- Różowa Pantera (1963) jako grecka „kuzynka"
- Samotna dziewczyna i seks (1964) jako Gretchen, dziewczyna Boba
- Harum Scarum (1965) jako Aishah
- Talent do kochania (1969) jako Maria